# Víctor Manuelle
Víctor Manuel Ruiz Velázquez (Nueva York, 27 de septiembre de 1968), más conocido como Víctor Manuelle, es un cantante estadounidense de origen puertorriqueño cuya carrera se ha desarrollado principalmente en el género de la salsa, con incursiones también en el bolero y la balada romántica.

## Primeros años
Nació en Nueva York (Estados Unidos), hijo de padres puertorriqueños, el 27 de septiembre de 1968, y se crio en Isabela, Puerto Rico, donde sigue viviendo. En 1985 se hizo conocer como cantante gracias al descubrimiento de Gilberto Santa Rosa, tiempo después ha seguido cantando con otros artistas de la salsa tales como Domingo Quiñones, Rey Ruiz, Puerto Rican Power, Eddie Santiago, The Puerto Rican All Stars, Cheo Feliciano y Tito Allen. Desde 1993 ha grabado más de 19 discos, con lo cual ha vendido 10.000.000 de copias y en 1999, ganó el premio de Joven Salsero del año.
Manuelle continuó cantando con muchos otros notables artistas de la salsa tales como Domingo Quiñones, Rey Ruiz, Puerto Rican Power, Eddie Santiago, The Puerto Rican All Stars, Cheo Feliciano y Tito Allen. Esta experiencia le abrió muchas puertas y, de nuevo con la ayuda de Santa Rosa, él firmó un contrato de grabación con Sony Tropical.

## Carrera artística
El álbum debut de Víctor Manuelle, Justo a tiempo, apareció el 1 de junio de 1993. Desde entonces, él ha lanzado 19 álbumes más con un total en ventas de sobre 10.000.000 álbumes, ganándose el título del "Sonero de la Juventud". Sus álbumes A pesar de todo (1997) e Ironías (1998) alcanzaron categoría de oro, mientras que su álbum homónimo Víctor Manuelle (1996) ganó la categoría de triple oro. Aparte de alcanzar la cima en las listas de Billboard en múltiples ocasiones, Víctor Manuelle también ha ganado varios premios incluyendo Mejor Canción (en Ecuador), el premio ACE, Tu Música y ASCAP. En 1999, él ganó el premio de “Joven Distinguido en Música” otorgado por el Senado de Puerto Rico.
La joven estrella ha tenido impacto en el mundo de la salsa con su poderosa voz y distintivo estilo en la tradición de la salsa y del sonero. Su éxito y popularidad cantando canciones tales como «Por ella», ha llevado a Manuelle a numerosos conciertos a través de América Latina, los Estados Unidos y Europa.

El 2012 lanzó la producción titulada Busco un pueblo lleva el título para “llevar un mensaje de unidad, superación y es una exhortación a todos los latinos. Su primer sencillo correspondiente «Si tu me besas» de la autoría de Oscar "Oscarcito/Yakozuki" Hernández lleva plasmado el estilo característico de Víctor Manuelle fusionado con elementos tradicionales y actuales. El segundo sencillo lanzado se titula «Ella lo que quiere es salsa» y cuenta con la colaboración de Julio Voltio y Jowell & Randy.

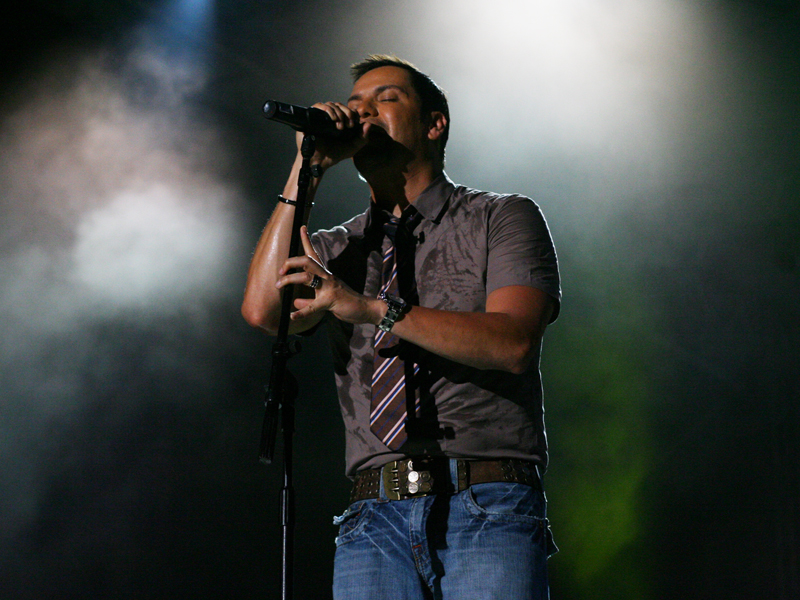
Víctor Manuelle en concierto.

El 2013 lanzó su producción titulada Me llamaré tuyo. A finales de abril de 2015 lanzó su nueva producción titulada Que suenen los tambores. El sencillo del mismo título fue presentado en octubre de 2014 y se ha ganado un lugar en las listas Top Latin Songs - Tropical Estados Unidos de Monitor Latino donde se ha mantenido por 19 semanas, abriendo paso a un merecido éxito.
El disco Que suenen los tambores comienza con el sencillo «Agua bendita», le siguen temas con un tono romántico como «Pecado perfecto», «Si tú te dejas querer», «Por qué te llaman amor», «Cuando ya no me acuerde de ti», son temas donde el artista logra mezclar sus letras personales con ritmos movidos. El tema «Isabela» es un homenaje la tierra en donde creció, mientras que «Algo le pasa a mi héroe» narra la batalla de su padre contra el Alzheimer. La canción «Sal a bailar»  fue producido por Abrise “Motiff” González al igual que Que Suenen Los Tambores y escrita por de Osmany Ernesto Espinosa Morales con un mensaje claro en su estribillo.

## Otros trabajos
Víctor Manuelle, además de ser cantante de salsa, también trabajó como actor en el drama de televisión puertorriqueño En el ojo del huracán.
Así mismo con una actuación breve pero muy significativa en la cinta El cantante (película sobre la vida de "El cantante de los cantantes" Héctor Lavoe y protagonizada por Marc Anthony Jennifer López) interpretando a Rubén Blades.
Cabe destacar su rol como compositor y productor de música, ayudando a Greeicy junto a Mike Bahía en su tema «Amantes» en su versión Salsa.

## Premios y reconocimientos
- "Distinguido en Música" otorgado por el Senado de Puerto Rico. Con más de 6 millones de discos vendidos mundialmente entre los que aparece Puerto Rico y los Estados Unidos como los países con mayor venta. Recibió certificados por la RIAA cuatro álbumes multiplatino y seis de platino, seis de oro completa un total de 42 sencillos en la lista de Billboard Hot Latin Songs y 23 sencillos #1 en Latin Tropical Airplay, al que se le suma “Una Vez Más” (2014), colaboración con el artista mexicano Reik de su álbum “Me Llamaré Tuyo”.
- Diez de sus álbumes alcanzaron el puesto #1 del Latin Tropical chart y un #1 en Latin Pop con “Muy Personal “en 2009.  Entre otros premios también destacan cuatro Billboard Latin Music Awards y Premios Lo Nuestro , el Premio del Diario La Prensa, el ASCAP Golden Note Award y una Proclamación de la Ciudad de Nueva York.
- "Artista internacional del año" otorgado en los Premios Luna en la ciudad de Barranquilla Artista internacional otorgado en los premios Casandra de (Santo Domingo, República dominicana).
- Recibió dos nominaciones a los Premios Grammy Latinos de 2018 por 25/7 como "Mejor Álbum de Salsa" y la canción «Quiero tiempo» que interpretaba con Juan Luis Guerra, y fue compuesta por el venezolano Juan Carlos Luces. Finalmente, fue ganador en ambas categorías.[2]

## Discografía
Álbumes de estudio
- 1993: Justo a tiempo
- 1994: Sólo contigo
- 1996: Víctor Manuelle
- 1997: A pesar de todo
- 1998: Ironías
- 1999: Inconfundible
- 2001: Instinto y deseo
- 2002: Le preguntaba a la luna
- 2004: Travesía
- 2006: Decisión unánime
- 2007: Una Navidad a mi estilo
- 2008: Soy
- 2009: Muy personal
- 2009: Yo mismo
- 2011: Busco un pueblo
- 2013: Me llamaré tuyo
- 2014: Me llamaré tuyo reloaded
- 2015: Que suenen los tambores
- 2018: 25/7
- 2019: Memorias de Navidad
- 2022: Lado A Lado B
- 2024: Retromántico

Álbum en vivo
- 2005: Dos soneros, una historia (a dúo con Gilberto Santa Rosa).
- 2005: Víctor Manuelle en vivo: Desde Carnegie Hall.
- 2007: Víctor Manuelle Live at Madison Square Garden.

## DVD
- 2005: Dos soneros, una historia
- 2007: Live at Madison Square Garden
- 2008: La historia de un sonero

## Colaboraciones
| Año  | Título                                                            | Álbum                         |
| ---- | ----------------------------------------------------------------- | ----------------------------- |
| 1998 | El cuerpo me pide (Elvis Crespo)                                  | Tarjeta de Navidad, Vol. 2    |
| 1999 | La persona equivocada (Melina León)                               | Con los pies sobre la Tierra  |
| 1999 | Antídoto y Veneno (Eddie Santiago)                                | Celebración: Epic Duets       |
| 2002 | Por ese hombre (Brenda K. Starr & Tito Nieves)                    | Temptation                    |
| 2003 | Ay amor (Héctor & Tito)                                           | La historia Live              |
| 2005 | Evitaré (N'Klabe)                                                 | I Love Salsa: Special Edition |
| 2005 | He tratado (Ft. Gilberto Santa Rosa)                              | Dos soneros, una historia     |
| 2006 | No ha sido fácil (Héctor "El Father" & Yomo)                      | Gold Star Music               |
| 2006 | Che Che Cole (Ft. Tego Calderón)                                  | Los Cocorocos                 |
| 2006 | Nuestro amor se ha vuelto ayer (Balada) (Ft. Yuridia)             | Decisión unánime              |
| 2006 | Nunca había llorado así (Ft. Don Omar)                            | Decisión unánime              |
| 2006 | Vamos de nuevo (Ft. Héctor "El Father" & Yomo)                    | Decisión unánime              |
| 2007 | Maldita suerte (Ft. Sin Bandera)                                  | Decisión unánime              |
| 2007 | La mujer que más te duele (Issac Delgado)                         | En primera plana              |
| 2008 | El amor es un casino (Ft Tego Calderón)                           | Soy                           |
| 2009 | No todo puede llamarse amor (Jorge Celedón)                       | La invitación                 |
| 2009 | Descara (Official Remix) (Yomo)                                   | Single Only                   |
| 2009 | Mírame (Ft Yomo)                                                  | Yo mismo                      |
| 2009 | Lo que me hiciste (Ft. Jorge Celedón)                             | Yo mismo                      |
| 2010 | Apaga la luz (Soledad Bravo)                                      | Single Only                   |
| 2010 | Te pido perdón (Official Remix) (Tito El Bambino)                 | Single Only                   |
| 2011 | Momentos (Versión Salsa) (Noel Schajris)                          | Single Only                   |
| 2012 | Ella lo que quiere es salsa (Ft. Julio Voltio & Jowell & Randy)   | Busco un pueblo               |
| 2012 | Llegaste tú [Balada Versión] (Ft. Marcos Yaroide)                 | Busco un pueblo               |
| 2012 | Si tú me besas (Ft. Oscarcito)                                    | Busco un pueblo               |
| 2013 | Mal negocio (Ángel & Khriz)                                       | Single Only                   |
| 2013 | Bajo del palo e' mango (Jorge Celedon & Gilberto Santa Rosa)      | Single Only                   |
| 2013 | No vuelvo (Ft. Ken-Y)                                             | Me llamaré tuyo               |
| 2014 | Me llamaré tuyo (Remix) (Ft. Gocho)                               | Me llamaré tuyo Reloaded      |
| 2014 | Panteón de amor (Ft. Pedro Capó)                                  | Me llamaré tuyo Reloaded      |
| 2014 | Una vez más (Ft. Reik)                                            | Me llamaré tuyo Reloaded      |
| 2015 | Las nenas lindas (Versión Salsa) (Jowell & Randy & Tego Calderón) | Single Only                   |
| 2015 | Amor eterno (Fonseca)                                             | Conexión                      |
| 2016 | Como lo hacía yo (Versión Salsa) (Ken-Y & Nicky Jam)              | Single Only                   |
| 2017 | Despacito (Versión Salsa) (con Luis Fonsi)                        | Single Only                   |
| 2018 | La protagonista (Remix) (con Jacob Forever)                       | Single Only                   |
| 2018 | Amigos con derecho (con Boni & Kelly)                             | Single Only                   |

## Videografía
| Año  | Título                                                       | Álbum                    |
| ---- | ------------------------------------------------------------ | ------------------------ |
| 1994 | Apiádate de mi                                               | Solo contigo             |
| 1996 | Como una estrella                                            | Víctor Manuelle          |
| 1997 | Dile a ella                                                  | A pesar de todo          |
| 1998 | Qué habría sido de mi                                        | Ironías                  |
| 1999 | Si la ves                                                    | Inconfundible            |
| 2001 | Cómo se lo explico al corazón                                | Instinto y Deseo         |
| 2004 | Tengo ganas                                                  | Travesía                 |
| 2006 | Nuestro amor se ha vuelto ayer                               | Decisión Unánime         |
| 2007 | Maldita suerte (Ft. Sin Bandera)                             | Decisión Unánime         |
| 2008 | Yo no sé perdonarte/El amor es un casino (Ft. Tego Calderón) | Soy                      |
| 2009 | Mírame                                                       | Yo mismo                 |
| 2012 | Si tu me besas                                               | Busco un pueblo          |
| 2012 | Ella lo que quiere es salsa (Ft. Voltio y Jowell & Randy)    | Busco un pueblo          |
| 2012 | Me llamaré tuyo                                              | Me llamaré tuyo          |
| 2013 | Ando por las nubes                                           | Me llamaré tuyo          |
| 2014 | Una vez más (Feat. Reik)                                     | Me llamaré tuyo Reloaded |
| 2014 | Que suenen los tambores                                      | Que suenen los tambores  |
| 2015 | Algo le pasa a mi héroe                                      | Que suenen los tambores  |
| 2015 | Agua bendita                                                 | Que suenen los tambores  |
| 2015 | No quería engañarte (Ft. Raquel Sofía)                       | Que suenen los tambores  |
| 2016 | Imaginar (Ft. Yandel)                                        | 25/7                     |
| 2017 | Hasta que me dé la gana                                      | 25/7                     |
| 2017 | Mala y peligrosa (Ft. Bad Bunny)                             | 25/7                     |
| 2018 | Amarte duro (Ft. Farruko)                                    | 25/7                     |